# 香草

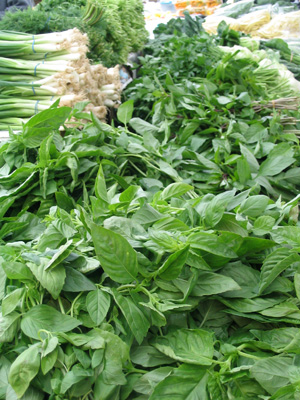
羅勒及青蔥都是烹饪時常用的香草

香草（英語：herbs），又称香料植物，是指因為其香氣而用在食物、调味品、藥品及香料中的植物。

## 英文
在英文裡區分香草（herb vanilla）和香辛料（spice）。一般香草植物會用到植物的綠葉或是花（可能是新鮮的或是晒乾的），而香辛料會用到植物的其他部位，例如種子、浆果、树皮、根及果实，而且多半會乾燥後使用。
Herb在在植物学中是指所有草本植物，不論是否可以用作香料。藥草在英語裡也稱為herb，但包含藥用植物的葉、根、花、種子、树皮、維管形成層、树脂及果皮。

## 歷史
早在公元前5000年時，蘇美人就已在醫藥中使用藥草。古埃及人在公元前1555年左右使用茴香、芫荽及麝香草。西元162年時，古希臘一位名叫盖伦的醫生以使用含有100種成份組合而成的复杂草药而聞名。

## 烹調使用的香料植物

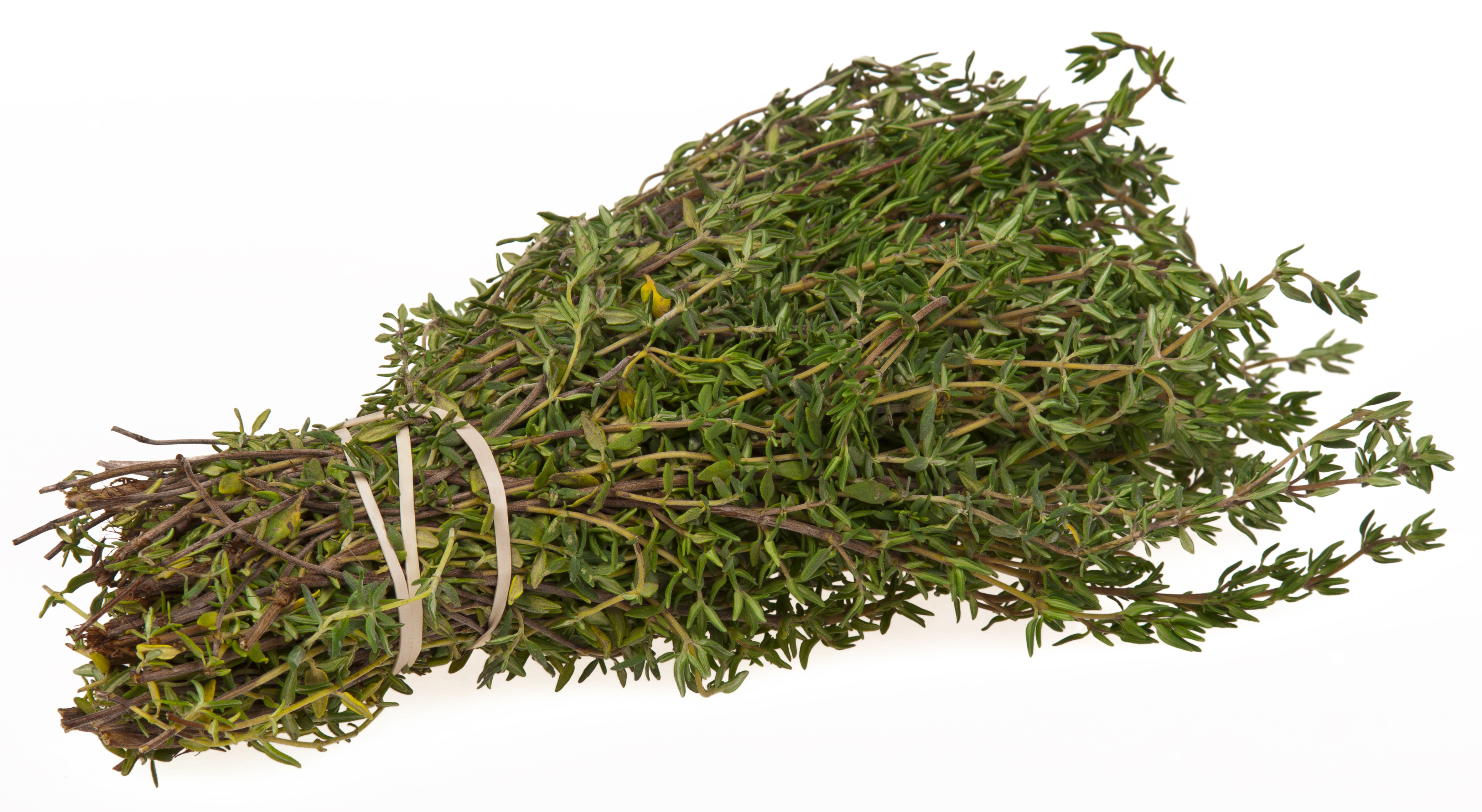
一束百里香

烹調使用的香料植物和蔬菜不同。烹調用香料植物像辛香料一様是少量使用在烹調中，主要是為了增添物的氣味，烹調用香料植物多半也可以食用，只是那不是加入烹調中的主要原因。
香料植物可能是像是百里香（又称麝香草）或是薰衣草之類的多年生植物，像香芹之類的二年生植物，或是像羅勒之類的一年生植物。多年生的香草也可能不是草本植物，而是像迷迭香之類的灌木，或是像月桂树之類的树。有些植物可能是香草也是辛香料，像是蒔蘿葉及蒔蘿種子，或芫荽葉及芫荽種子。也有些薄荷類的植物同時作為香料植物及藥草使用。

## 宗教上的使用
香料植物也用在許多宗教上，例如希臘文宗教中使用的沒藥及乳香，盎格魯撒克遜異教徒的九草藥魔力、印度教中使用寧樹葉、木橘葉、薑黃及大麻属，威卡教中的白鼠尾草拉斯塔法里运动也認為大麻是神聖的植物。
西伯利亚的萨满教也在宗教中使用香料植物。這些植物可能用來引導宗教儀式或是成年禮中的性靈體驗，美洲原住民的切羅基人用白鼠尾草及雪松木來潔淨性靈。